# 이철규 (1957년)
이철규(李喆圭, 1957년 9월 20일~)은 대한민국의 경찰공무원 출신으로 제20·21·22대 국회의원이다. 대한민국 제20대 국회의원 선거에서 무소속으로 당선한 후 2016년 6월 23일 새누리당에 입당했다.

## 경력
- 1981년 3월: 제29기 경찰간부후보생시험 수석합격
- 1984년 1월~1990년 3월: 강원도 속초경찰서·서울남대문경찰서·경찰대학 근무
- 1990년 3월~1998년 7월: 서울종로경찰서·서울동대문경찰서 정보과장
- 1998년 7월~2000년 1월: 경기도 양평경찰서 서장, 경기지방경찰청 경비과장
- 2001년 1월~2002년 1월: 경기도 안산경찰서(현 안산상록경찰서, 안산단원경찰서) 서장
- 2002년 1월~2005년 5월: 경기도 성남시 분당경찰서 서장
- 2005년 5월~2006년 3월: 경찰청 외사1과 과장
- 2006년 3월~2006년 12월: 서울송파경찰서 서장
- 2006년 12월~2008년 3월: 강원지방경찰청 차장
- 2008년 3월: 서울지방경찰청 경무부 부장
- 2009년 3월~2010년 1월: 경찰청 교통관리관
- 2010년 1월~2010년 9월: 충북지방경찰청 청장
- 2010년 9월~2011년 11월: 경찰청 정보국 국장
- 2011년 11월~2012년 2월: 경기지방경찰청 청장
- 2014년 9월~2016년 6월: 가톨릭관동대학교 공공인재대학 경찰행정학부 초빙교수
- 2016년 4월 13일: 대한민국 제20대 국회의원 선거 당선(강원 동해시·삼척시, 무소속, 초선)
- 2016년 6월~2017년 2월: 새누리당 강원도당 동해시·삼척시 당원협의회 위원장
- 2017년 2월~2018년 2월: 자유한국당 강원도당 동해시·삼척시 당원협의회 위원장
- 2017년 8월~2018년 8월: 자유한국당 강원도당 위원장
- 2017년 10월: 자유한국당 정치보복대책특별위원회 위원
- 2017년 12월~2018년 12월: 자유한국당 원내부대표
- 2018년 3월~2018년 5월: 제7회 전국동시지방선거 자유한국당 강원도당 공천관리위원장
- 2018년 5월~2018년 6월: 제7회 전국동시지방선거 자유한국당 강원도당 선거대책위원회 공동선대위원장
- 2018년 12월: 자유한국당 원내대표-정책위의장 경선 선거관리위원
- 2018년 12월~2020년 2월: 자유한국당 강원도당 동해시·삼척시 당원협의회 위원장
- 2019년 8월: 자유한국당 강성귀족노조개혁특별위원회 위원
- 2019년 12월~2020년 2월: 자유한국당 인재영입위원회 위원
- 2020년 2월~2020년 5월: 미래통합당 강원도당 동해시·삼척시 당원협의회 위원장
- 2020년 4월 15일: 대한민국 제21대 국회의원 선거 당선(강원 동해시·태백시·삼척시·정선군, 미래통합당, 재선)
- 2020년 5월~2020년 9월: 미래통합당 강원도당 동해시·태백시·삼척시·정선군 당원협의회 위원장
- 2020년 5월~2020년 9월: 미래통합당 비상대책위원회 전략부총장
- 2020년 9월~2021년 6월: 국민의힘 비상대책위원회 전략부총장
- 2020년 9월~: 국민의힘 강원특별자치도당 동해시·태백시·삼척시·정선군 당원협의회 위원장
- 2020년 12월~2021년 6월: 국민의힘 조직강화특별위원회 위원
- 2021년 2월~2021년 8월: 국민의힘 탈원전 북원전 진상조사특별위원회 위원
- 2021년 3월~2021년 4월: 2021년 재보궐선거 국민의힘 중앙선거대책위원회 총괄선대부본부장
- 대한민국해양연맹 고문
- 2021년 5월~2021년 6월: 국민의힘 전당대회 준비위원회 위원
- 2021년 8월~2021년 11월: 제20대 대통령 선거 국민의힘 윤석열 대통령 경선후보 국민캠프 조직본부 조직총괄본부장
- 2021년 12월~2022년 1월: 제20대 대통령 선거 국민의힘 윤석열 대통령 후보 선거대책위원회 중앙선거대책위원회 총괄상황본부 종합상황실장
- 2021년 12월~2022년 1월: 제20대 대통령 선거 국민의힘 살리는 선거대책위원회 강원 선거대책위원회 의장단 의장
- 2022년 1월~2022년 3월: 국민의힘 전략부총장
- 2022년 1월~2022년 2월: 2022년 3월 재보궐선거 국민의힘 공천관리위원회 부위원장
- 2022년 3월~2022년 5월: 윤석열 대한민국 제20대 대통령 당선인 비서실 총괄보좌역
- 2022년 12월~: 새로운 미래를 준비하는 모임 자문위원장
- 2023년 3월~2023년 10월: 국민의힘 사무총장
- 2023년 6월~2023년 8월: 국민의힘 조직강화특별위원회 위원장
- 2023년 9월~2023년 9월: 2023년 하반기 재보궐선거 국민의힘 서울특별시 강서구청장 재보궐선거 공천관리위원회 위원장
- 2023년 11월~2024년 4월: 국민의힘 인재영입위원장
- 2024년 1월~2024년 3월: 제22대 국회의원 선거·2024년 상반기 재보궐선거 국민의힘 공천관리위원회 위원
- 2024년 3월~2024년 4월: 제22대 국회의원 선거 국민의힘 강원특별자치도당 선거대책위원회 공동선대위원장
- 2024년 4월 10일: 대한민국 제22대 국회의원 선거 당선(강원 동해시·태백시·삼척시·정선군, 국민의힘, 3선)
- 2024년 6월~2024년 7월: 국민의힘 정책위원회 산하 시급한 민생 현안 해결을 위한 에너지특별위원회 위원
- 2024년 6월~2024년 7월: 국민의힘 정책위원회 산하 시급한 민생 현안 해결을 위한 AI·반도체특별위원회 위원
- 2025년 5월~2025년 6월: 제21대 대통령 선거 국민의힘 김문수 대통령 후보 강원특별자치도당 선거대책위원회 공동선대위원장
- 2025년 5월~: 국민의힘 강원특별자치도당 위원장

### 의정 활동
- 2016년 5월 30일~2020년 5월 29일: 제20대 국회의원(강원 동해시·삼척시, 무소속→새누리당→자유한국당→미래통합당, 초선)
  - 2016년 6월~2016년 12월: 제20대 국회 전반기 국방위원회 위원
  - 2016년 6월~2018년 5월: 제20대 국회 전반기 예산결산특별위원회 위원
  - 2016년 12월~2018년 5월: 제20대 국회 전반기 교육문화체육관광위원회 위원
  - 2018년 7월~2018년 12월: 제20대 국회 후반기 운영위원회 위원
  - 2018년 7월~2020년 5월: 제20대 국회 후반기 산업통상자원중소벤처기업위원회 위원
  - 2018년 7월~2019년 5월: 제20대 국회 후반기 예산결산특별위원회 위원
  - 2018년 7월: 제20대 국회 대법관(김선수·이동원·노정희) 임명동의에 관한 인사청문특별위원회 위원
  - 2018년 10월~2019년 8월: 제20대 국회 사법개혁특별위원회 위원
- 2020년 5월 30일~2024년 5월 29일: 제21대 국회의원(강원 동해시·태백시·삼척시·정선군, 미래통합당→국민의힘, 재선)
  - 2020년 7월~2021년 8월 : 제21대 국회 전반기 산업통상자원중소벤처기업위원회 위원
  - 2020년 7월~2021년 8월 : 제21대 국회 전반기 정보위원회 위원
  - 2020년 7월~2024년 5월: 국민통합포럼 구성의원
  - 2020년 7월~2024년 5월: 대한민국 미래혁신포럼 구성의원
  - 2020년 7월~2024년 5월: 국회 포스트코로나 경제연구포럼 구성의원
  - 2020년 9월~2021년 8월 : 제21대 국회 전반기 정보위원회 법안심사소위원회 위원
  - 2020년 9월~2021년 8월 : 제21대 국회 전반기 정보위원회 청원심사소위원회 위원
  - 2020년 9월~2021년 8월 : 제21대 국회 전반기 산업통상자원중소벤처기업위원회 산업통상자원특허소위원회 위원장
  - 2021년 7월~2022년 2월 : 제21대 국회 전반기 예산결산특별위원회 위원
  - 제21대 국회 전반기 산업통상자원중소벤처기업위원회 위원
  - 제21대 국회 전반기 산업통상자원중소벤처기업위원회 산업통상자원특허소위원회 위원
  - 제21대 국회 전반기 산업통상자원중소벤처기업위원회 예산결산소위원회 위원장
  - 2022년 3월~2022년 5월: 제21대 국회 전반기 예산결산특별위원회 위원
  - 2022년 7월~2024년 5월: 제21대 국회 후반기 산업통상자원중소벤처기업위원회 위원
    - 제21대 국회 후반기 산업통상자원중소벤처기업위원회 산업통상자원특허소위원회 위원

  - 2022년 8월~2023년 5월: 제21대 국회 후반기 예산결산특별위원회 간사
    - 제21대 국회 후반기 예산결산특별위원회 2021회계연도 결산소위원회 위원장
    - 제21대 국회 후반기 예산결산특별위원회 예산소위원회 위원
- 2024년 5월 30일~: 제22대 국회의원(강원 동해시·태백시·삼척시·정선군, 국민의힘, 3선)
  - 2024년 6월~: 제22대 국회 전반기 산업통상자원중소벤처기업위원회 위원장

## 논란

### 20대 총선 공직선거법 위반 논란
2016년 4·13 총선 과정에서 허위학력을 개재한 혐의(공직선거법 위반)로 불구속 기소되어 2017년 2월 9일 춘천지법 강릉지원에서 열린 1심에서 벌금 500만원을 선고받아 당선무효 위기에 처하였다. 2017년 9월 15일 서울고등법원 항소심에서 무죄를 선고받았다. 2017년 12월 22일, 대법원에서 최종적으로 무죄가 확정되면서 국회의원직을 유지하게 되었다.

## 학력
- 삼화국민학교 졸업
- 북평중학교 졸업
- 북평고등학교 전학
- 성일고등학교 졸업
- 한국방송통신대학교 행정학 학사
- 한양대학교 행정대학원 행정학 석사
- 명지대학교 대학원 법학 박사

## 역대 선거 결과
|  | 48.54% |

|  | 53.60% |

|  | 61.22% |

## 소속 정당
| 소속 정당 | 소속 정당  | 소속 기간 | 비고      |
| --------- | ---------- | --------- | --------- |
|           | 새누리당   | 2015~2016 | 정계 입문 |
|           | 무소속     | 2016      | 탈당      |
|           | 새누리당   | 2016~2017 | 복당      |
|           | 자유한국당 | 2017~2020 | 당명 변경 |
|           | 미래통합당 | 2020      | 합당      |
|           | 국민의힘   | 2020~현재 | 당명 변경 |

## 같이 보기
- 동해시·삼척시
- 동해시·태백시·삼척시·정선군
- 동해시의 국회의원
- 삼척시의 국회의원
- 정선군의 국회의원
- 태백시의 국회의원